# Брана Црънчевич
Бранислав (Брана) Црънчевич (Бранислав (Брана) Црнчевић / Branislav (Brana) Crnčević) е сръбски югославски писател, драматург, сценарист, хуморист, афорист, поет, публицист, сръбски националист.

## Биография и творчество
Роден е през 1933 г. в с. Ковачица, Южнобанатски окръг, Войводина. Според някои източници е роден в гр. Рума, Сремски окръг, Войводина през 1935 г. Отраства в Рума.
Произведенията на Црънчевич принадлежат към най-различни жанрове. Писал е за деца: Босоногия и небето (Босоноги и небо, 1963) и Мравка с добро сърце (Мрав добра срца, 1984). Публикувал е книгата с афоризми Пиши, както мълчиш (Пиши као што ћутиш, 1966), претърпяла няколко издания в Германия под заглавие Staatexamen, както и няколко книги със сатирична проза: Емигрантът и играта (Емигрант и игра, 1981), Дневникът на един... (Дневник једног..., 1971), Сънища без тълкувания (Снови без тумачења, 1985), Сръбски работи (Српска посла, 1990), Сръбски и хърватски работи (Српска и хрватска посла, 1993).
Книгата Дневникът на един... става причина авторът да изгуби работата си в сатиричния вестник „Йеж“. Тя съдържа сатирични записки и разкази и е публикувана в няколко издания, като в изданието от 1987 г. са включени 2 нови раздела: Дневникът на активиста (Дневник активисте) (фейлетони, публикувани в списание Дуга) и Моята емиграция (Моја емиграција), където споделя впечатленията си от пътуването си из Канада и САЩ и от срещите си там със сръбските емигранти.
Црънчевич издава и поезия: Дунаво (1967) и Сибири (1983). Написал е и няколко телевизионни драми: Обувчици от крокодилска кожа (Ципелице од крокодилске коже) (1963), Нейният първи чай (Њен први чај), Момичето с трима бащи (Девојка са три оца) (1965), Петата посока на света (Пета страна света) (1978), както и хумористичната серия от 10 епизода под общо заглавие Занаяти (Занати) (в периода 1967 – 1971).
Пиесата му Кафененце, съдебна зала, лудница (Кафаница, судница, лудница) (1965) е играна почти 200 пъти в белградския театър „Ателие 212“, докато Сребърни свещници (Сребрни свећњаци) е свалена от сцената след второто представление по настояване на партийната организация на „Ателие 212“.
Црънчевич е обявяван за националист и антикомунист още в Югославия, поради което е изгонен от работа от телевизията, както и по-късно от редакцията на „Йеж“. Самият той обаче казва за сърбите: „Ако бъда отхвърлен, сърбите ще ме отхвърлят най-далече, ако бъда унизен, сърбите ще ме унизят най-силно“ (Дневник једног..., Белград, 1987, стр. 10, Србија у дневнику). В драматичните събития в разпадаща се Югославия, а и след това, Црънчевич отново е обвиняван в национализъм. На процеса срещу Слободан Милошевич пред Международния трибунал за престъпленията в бивша Югославия в Хага дори свидетел на обвинението споменава името на Црънчевич сред замесени в контрабанда с оръжие. А известният сръбски публицист Петар Лукович твърди, че през февруари 1994 г. по телевизия „Политика“ Црънчевич казал, че „сърбите нямат военнопрестъпници“.

## Кратка библиография
- Босоногия и небето (Босоноги и небо) (1963)
- Обувчици от крокодилска кожа (Ципелице од крокодилске коже) (1963)
- Момичето с трима бащи (Девојка са три оца) (1965)
- Кафененце, съдебна зала, лудница (Кафаница, судница, лудница) (1965)
- Пиши както мълчиш (Пиши као што ћутиш) (1966)
- Дунаво (Дунаво) (1967)
- Дневникът на един... (Дневник једног...) (1971)
- Петата посока на света (Пета страна света) (1978)
- Емигрантът и играта (Емигрант и игра) (1981)
- Сибири (Сибири) (1983)
- Мравка с добро сърце (Мрав добра срца) (1984).
- Сънища без тълкувания (Снови без тумачења) (1985)
- Сръбски работи (Српска посла) (1990)
- Сръбски и хърватски работи (Српска и хрватска посла) (1993)
- Черен дявол, червена опашка (Црни ђаво, црвени реп) 1-2 т. (1997)
- Защитница на изкуството и други разкази (Заштитница уметности и друге приповетке) (2003)